# MACD
Il Moving Average Convergence/Divergence (MACD, ossia convergenza e divergenza di medie mobili) è uno degli oscillatori più utilizzati in analisi tecnica, in quanto combina nella sua costruzione diversi principi fondamentali dell'analisi tecnica.
Fu sviluppato da Gerald Appel e basa la sua costruzione su medie mobili esponenziali.

## Formula

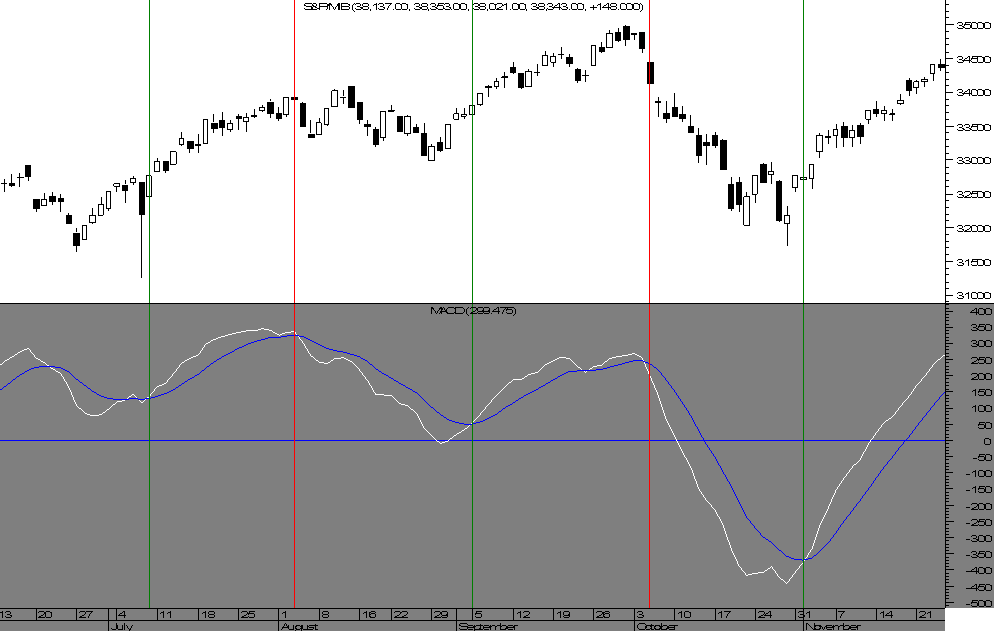
Grafico giornaliero del SPMIB Future con sotto l'oscillatore MACD (12, 26, 9)

Per costruire il MACD sono necessarie tre medie mobili esponenziali, ovvero tre linee. Sul monitor però verranno visualizzate solamente due linee, siccome una coppia delle tre appena citate è utilizzata unicamente per calcolare la loro differenza.
La prima media mobile, quella più veloce, viene calcolata a 12 periodi; quella più lenta invece è a 26 periodi. Queste due medie mobili vengono sottratte fra loro per calcolarne la differenza che sarà quindi rappresentata graficamente da una sola linea. Per generare segnali è stata introdotta la terza linea, ovvero una media mobile esponenziale, solitamente a 9 periodi, della precedente differenza.
Riassumendo, abbiamo quindi due linee:
{\displaystyle MACD=EMA12-EMA26}, dove EMA sta per media mobile esponenziale

{\displaystyle SignalLine=EMA9[MACD]}, ovvero una media mobile esponenziale della linea di MACD.
Nonostante lo standard MACD (12, 26, 9) sia diventato un punto di riferimento per molti analisti, il suo ideatore e altri trader suggeriscono vivamente di adattarlo al mercato (titolo, settore o indice) in cui viene utilizzato. Infatti, proprio per la sua costruzione, il MACD permette di ottenere segnali più tempestivi abbassando il numero di periodi presi in considerazione dalle due medie mobili, veloce e lenta da cui si calcola la differenza, oppure smussare maggiormente l'andamento mediante un aumento di questi valori. Ovviamente può essere modificata anche la media mobile esponenziale della differenza, chiamata Signal Line (linea di segnale).
Questa costruzione particolare del MACD sfrutta principi base di differenti oscillatori; il calcolo della differenza fra due medie mobili di diverso periodo richiama all'attenzione per la somiglianza con la formula del momentum: anziché confrontare il prezzo di chiusura con quello di X periodi precedenti, viene confrontata una media più veloce rispetto a una più lenta. Il concetto alla base non cambia, ma l'utilizzo delle medie mobili permette maggiore personalizzazione e adeguamento in base al mercato e alle situazioni in cui si trova. Sempre grazie all'uso delle medie mobili è semplificata l'individuazione dei segnali di entrata o di uscita.

## Segnali generati
Il MACD permette di individuare differenti tipi di segnali. Il più importante e determinante è quello generato dall'incrocio della linea MACD con la Signal Line. Un incrocio al rialzo di queste due linee genererà un segnale d'acquisto, mentre uno al ribasso genererà un segnale di vendita.
Tuttavia, i valori del MACD fluttuano anche al di sopra e al di sotto della linea dello zero generando all'incrocio rispettivamente segnali di acquisto e di vendita (fatto che richiama la sua somiglianza con l'indicatore di momentum). È anche possibile disegnare trendline semplici sulle linee del MACD allo scopo di identificare importanti cambiamenti del trend.
Data la sua costruzione è facile comprendere come non vi possa essere una banda d'escursione fissa, ma come per tanti altri oscillatori può essere molto utile determinarne una visivamente, ovvero livelli dove solitamente l'oscillatore inverte tendenza. Nelle situazioni limite, quelle maggiormente distanti dalla linea centrale dello zero, è possibile e consigliabile cercare divergenze rispetto ai prezzi. Nelle situazioni di eccesso di rialzo saranno da tenere in forte considerazione tutte le divergenze ribassiste che si verranno a creare, mentre nelle zone di ipervenduto saranno da monitorare le divergenze rialziste.

## Gli istogrammi
Nel 1986 Thomas Aspray sviluppò il MACD istogramma: Aspray notò che spesso il MACD generava segnali con un discreto ritardo rispetto ai movimenti dei prezzi, soprattutto quando si trattava di grafici più a lungo periodo come settimanali o mensili. L'istogramma del MACD rappresenta la differenza tra il MACD e la Signal Line del MACD, ovvero l'EMA a 9 giorni. Questa differenza è presentata come un istogramma, rendendo le divergenze facilmente identificabili. Qualora ci sia un crossover della linea media, allora inizia la creazione dell'istogramma. Se il valore del MACD è superiore al valore dell'EMA a 9 giorni, allora il valore dell'istogramma MACD sarà positivo. Al contrario, se il valore del MACD è inferiore all'EMA a 9 giorni, il valore dell'istogramma del MACD sarà negativo.
Ulteriori aumenti o diminuzioni del divario tra il MACD e la sua linea di mediana si rifletteranno nell'istogramma del MACD. Nel caso in cui ci siano dei forti aumenti del valore dell'istogramma del MACD, allora questi indicano che il MACD è in crescita più velocemente rispetto all'andamento della media a 9 giorni dell'EMA, dunque il trend rialzista si sta rafforzando. Se invece c'è un forte calo del valore dell'istogramma del MACD, questo indica che il MACD è in calo più velocemente del valore a 9 giorni dell'EMA, dunque l'andamento del trend ribassista è in aumento.